# Айка (фильм)
«Айка» (Ayka, международное название — «Мой маленький» (англ. My Little One)) — драматический фильм 2018 года, поставленный режиссёром Сергеем Дворцевым. Фильм участвовал в основной конкурсной программе 71-го Каннского международного кинофестиваля в мае 2018 года, где получил Приз за лучшую женскую роль.
10 ноября фильм «Айка», где главную роль сыграла казахстанская актриса Самал Еслямова, получил Гран-при 28-го международного кинофестиваля в Котбусе (Германия). За главную награду на этой площадке боролись 190 картин из 40 стран. Помимо Гран-при «Айку» удостоили также и приза жюри.
26 ноября 2018 года Фильм «Айка» выиграл Гран-при токийского кинофестиваля Filmex.
17 декабря 2018 картина Сергея Дворцевого «Айка» вошла в шорт-лист претендентов на премию «Оскар» в номинации «Лучший фильм на иностранном языке». Драма выдвигалась от Казахстана, но в число номинантов, по мнению режиссёра, не попала из-за нехватки денег на промоушен.
Фильм вышел в российский прокат 14 февраля.
В марте 2019 в Гонконге Азиатская киноакадемия/Asian Film Awards Academy присудила Самал Еслямовой за роль в картине «Айка» приз «лучшая актриса Азии» — так называемый «азиатский Оскар».

## Сюжет
Молодая киргизская девушка по имени Айка живёт и нелегально работает в Москве. После рождения сына она сбегает из роддома через окно, оставляя там новорожденного ребёнка, и, преодолевая недомогание, пытается найти заработок, чтобы отдать долг, взятый на создание швейного бизнеса, не гнушаясь при этом самыми грязными работами. Несколько попыток оказываются безуспешными: в подпольном цеху, где ощипывают куриные тушки, работницам не выплачивают зарплату, и она уходит. Её рабочее место в буфете, оставленное при госпитализации, уже занято другой девушкой. На автомойке, куда девушка также пытается устроиться, одна из автолюбительниц приглашает её поработать официанткой, но из-за кровотечения и общей слабости она задерживается у женщины, которая занимается производством нелегальных абортов и оказывает ей помощь, опаздывает на собеседование, её место снова оказывается занято. Работа дворника ей оказывается не по силам из-за ослабленного состояния. Наконец, она находит рабочее место в ветеринарной клинике. Помимо поиска работы показаны условия жизни девушки и её земляков в условиях тесноты и антисанитарии в нелегальном хостеле в постоянном страхе перед проверками и возможной депортацией. Кредиторы находят Айку и требуют денег, угрожая отрезать пальцы её сестре, оставшейся в Киргизии. Во время одной из встреч она признается кредиторам, что у неё недавно родился ребёнок, уточняя, что забеременела она в результате изнасилования. Они предлагают ей забрать ребёнка из роддома и отдать его им. Одновременно в ней просыпается материнский инстинкт, она начинает поиски ребёнка, через некоторое время находит его в роддоме и забирает к себе. Фильм заканчивается сценой, в которой Айка кормит младенца грудью.

## Образы
Центральный образ фильма — главная героиня Айка, которая, по словам создателя фильма, жертва обстоятельств, и в то же время — очень сильная женщина. Образ в некоторой степени обобщённый, охватывающий всех киргизских женщин, которые, по словам создателя фильма, очень сильные — «проходят через большие трудности, зарабатывают деньги и не сдаются, высылают деньги на родину и кормят семьи».

## В ролях
| Актёр               | Роль                           |
| ------------------- | ------------------------------ |
| Самал Еслямова      | Айка                           |
| Сергей Мазур        | Сергей Михайлович Левандовский |
| Давид Алавердян     | Гамлет                         |
| Вячеслав Агашкин    | Станислав                      |
| Анастасия Марчук    | Зав. Отделения роддома         |
| Жыпаргуль Абдилаева | Чинара                         |
| Асхат Кучинчиреков  | Хасан                          |
| Азамат Сатинбаев    | Азамат бандит                  |
| Андрей Колядов      | начальник Виктор               |

## История создания и съемок
Автора сценария и режиссёра Сергея Дворцевого — выходца из Казахстана, живущего в России, заинтересовала тема жизни мигрантов в России, и особенно проблема материнства. В одной из статей он прочитал, что в роддомах России были оставлены более 240 детей мигрантов. Зная менталитет азиатских женщин, которые любят детей и без очень веских причин от них не отказываются, и решил изучить ситуацию и понять, что заставляет их это делать. Через своих друзей в киргизской и узбекской диаспорах он познакомился с людьми, реальные истории которых были положены в основу фильма. Сюжетная линия частично построена на реальных историях, при этом, по словам режиссёра «мы показали не всё», «в жизни бывает страшнее». Работа над фильмом велась 6 лет, в съёмках эпизодов были задействованы непрофессиональные актёры из числа тех же мигрантов. По его словам, они крайне неохотно показывали своё жильё. Эпизод с ощипыванием кур готовился на одном из подмосковных предприятий, сотрудницы которого — «щипальщицы» показали процесс и научили актёров ощипывать тушки.

## Проблематика фильма
Фильм «Айка» — социальная драма о жизни мигрантов из Средней Азии в Москве Собянина. По словам создателя фильма, этот фильм не только о киргизах, но о мигрантах во всех странах, о людях без прав; «это не то чтобы гуманитарная катастрофа, это сложная ситуация с мигрантами, и все это понимают».

## Награды и номинации
| Год  | Фестиваль / премия                                               | Категория                   | Номинанты и получатели | Результат |
| ---- | ---------------------------------------------------------------- | --------------------------- | ---------------------- | --------- |
| 2018 | Каннский международный кинофестиваль                             | Золотая пальмовая ветвь     | Сергей Дворцевой       | Номинация |
| 2018 | Каннский международный кинофестиваль                             | Приз за лучшую женскую роль | Самал Еслямова         | Победа    |
| 2018 | Международный кинофестиваль восточно-европейского кино в Котбусе | Гран-при                    | Сергей Дворцевой       | Победа    |